# Frances Margaret Leighton
Frances Margaret Leighton (sinh 8 tháng 3 năm 1909 tại King William's Town – mất 8 tháng 1 năm 2006 tại Blairgowrie, Victoria) là một nhà thực vật học và nhà giáo dục người Nam Phi. Sau khi tốt nghiệp Đại học Rhodes với bằng Cử nhân Khoa học vào năm 1931, bà làm việc tại Bolus Herbarium cho đến năm 1947. Mối quan tâm trong nghiên cứu chính của bà tập trung vào thực vật một lá mầm, và các công trình của bà tác động tới các loài thuộc chi Ornithogalum và Agapanthus.
Sau khi kết hôn với đồng nghiệp là nhà thực vật học William Edwyn Isaac vào năm 1936, hai người có với nhau ba người con. Vào khoảng những năm 1950, Leighton tham gia chính trị vào phong trào Black Sash, phản kháng chống lại chính sách Apartheid. Sau khi chuyển tới Nairobi vào năm 1961, bà nghiên cứu cỏ biển dọc theo bờ biển Đông Phi. Leighton và chồng mình sau cùng nghỉ hưu tại Mornington Peninsula tại Australia, nơi Leighton tham gia vào các phòng trào môi trường cộng đồng và được bầu làm một nhà thực vật học danh dự  bởi 'Hiệp hội Bảo vệ Động thực vật Bản địa của Australia'.
Những loài thực vật được đặt tên theo Leighton gồm có Delosperma leightoniae Lavis, Mesembryanthemum leightoniae L.Bolus, Lampranthus francesiae H.E.K.Hartmann, Bergeranthus leightoniae L.Bolus.

## Tiểu sử
Frances học tại Đại học Rhodes từ năm 1927 đến 1931 và tốt nghiệp với bằng Cử nhân Khoa học, sau đó gia nhập vào đội ngũ của Bolus Herbarium vào năm 1931 và làm việc tại đó cho tới năm 1947.

## Xuất bản
- “The genus Agapanthus L'Heriter - Monograph of Agapanthus, with 8 colour plates by Miss W.F. Barker”. Journal of South African Botany. Cape Town: National Botanic Gardens. Supplementary Volume No. 4. 1965.[liên kết hỏng]